# فرانك لامبرت
فرانك لامبرت (بالفرنسية: Frank Lambert)‏ هو مخترِع فرنسي وأمريكي، ولد في 13 يونيو 1851 في ليون في فرنسا، وتوفي في 1937.

## وصلات خارجية
- فرانك لامبرت على موقع ميوزك برينز (الإنجليزية)
- فرانك لامبرت على موقع ديسكوغز (الإنجليزية)